# Ahmad Nourollahi
Ahmad Nourollahi (persisch احمد نورالهی; * 1. Februar 1993 in Azadschahr) ist ein iranischer Fußballspieler.

## Karriere

### Klub
Er startete seine Karriere in der Jugend vom Foolad Yazd und wechselt von der dortigen U19 zur Saison 2011/12 fest in die erste Mannschaft. Zur Spielzeit 2014/15 wechselte er schließlich ablösefrei zum FC Persepolis. Von Januar 2017 zum Ende der laufenden Spielzeit wurde er an Tractor Sazi ausgeliehen. Da er aber noch in der Hinrunde Einsätze für Persepolis absolviert hatte. Konnte er sich am Saisonende dann auch mit zur Meistermannschaft zählen. Daran anschließend wurde er mit seiner Mannschaft noch drei Mal Meister, drei Mal Gewinner des Superpokals und einmal Pokalsieger.
Zur Spielzeit 2021/22 wechselte er schließlich in die Vereinigten Arabischen Emirate zu Shabab Dubai.

### Nationalmannschaft
Sein Länderspieldebüt für die A-Nationalmannschaft gab er bei einem 1:0-Freundschaftsspielsieg über Trinidad und Tobago am 15. November 2018. Nach einem weiteren Freundschaftsspieleinsatz stand er anschließend auch im Kader der Mannschaft bei der Asienmeisterschaft 2019, hier bekam er aber nur einen Einsatz in der Gruppenphase. In den Jahren danach wurde er dann sehr oft in der Qualifikation für die Weltmeisterschaft 2022 eingesetzt.